# Allium stenopetalum
Allium stenopetalum là một loài thực vật có hoa trong họ Amaryllidaceae. Loài này được Boiss. & Kotschy mô tả khoa học đầu tiên năm 1882.